# Zisterzienserinnenkloster Saarn

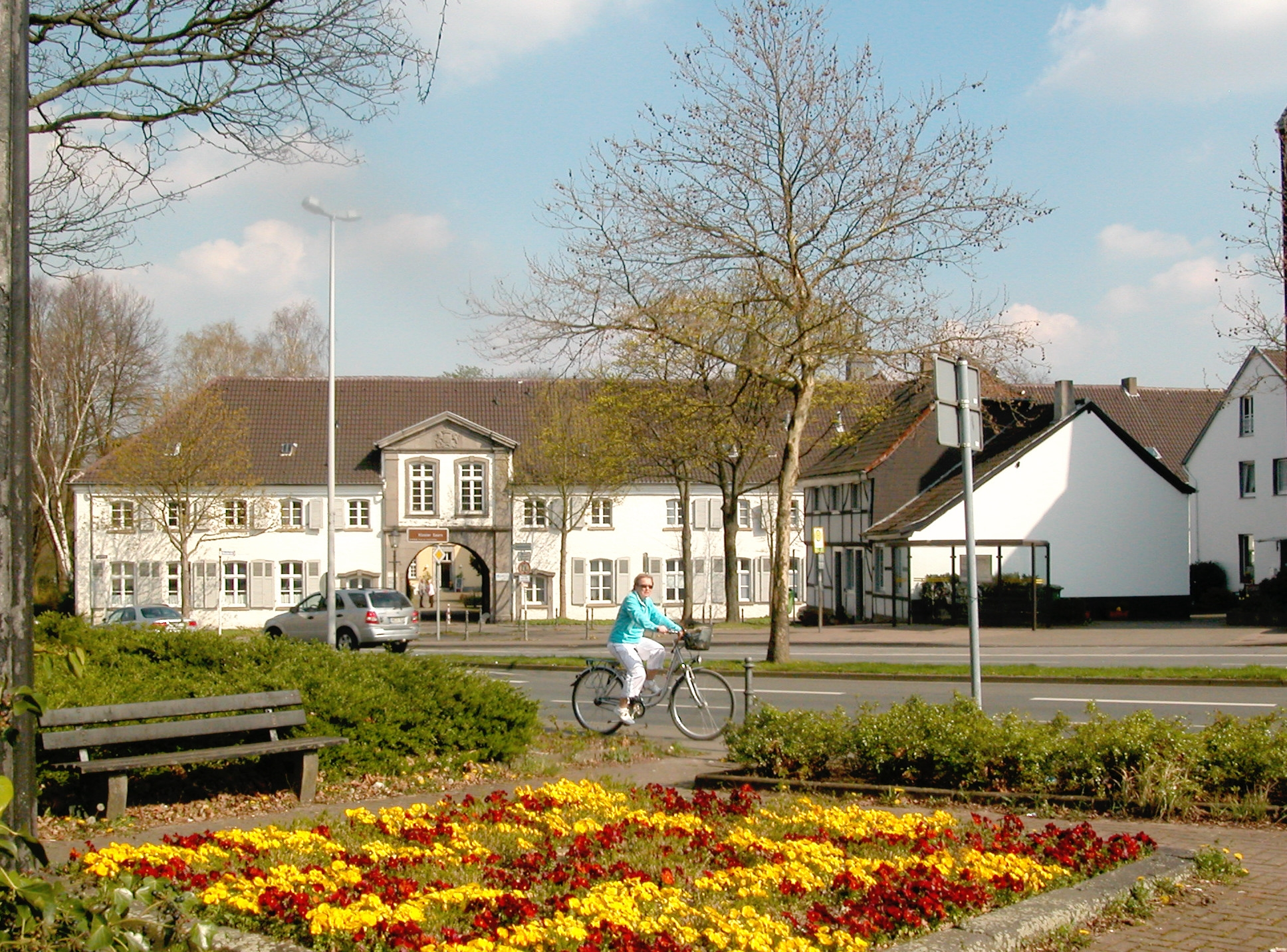
Westseite der Klostergebäude

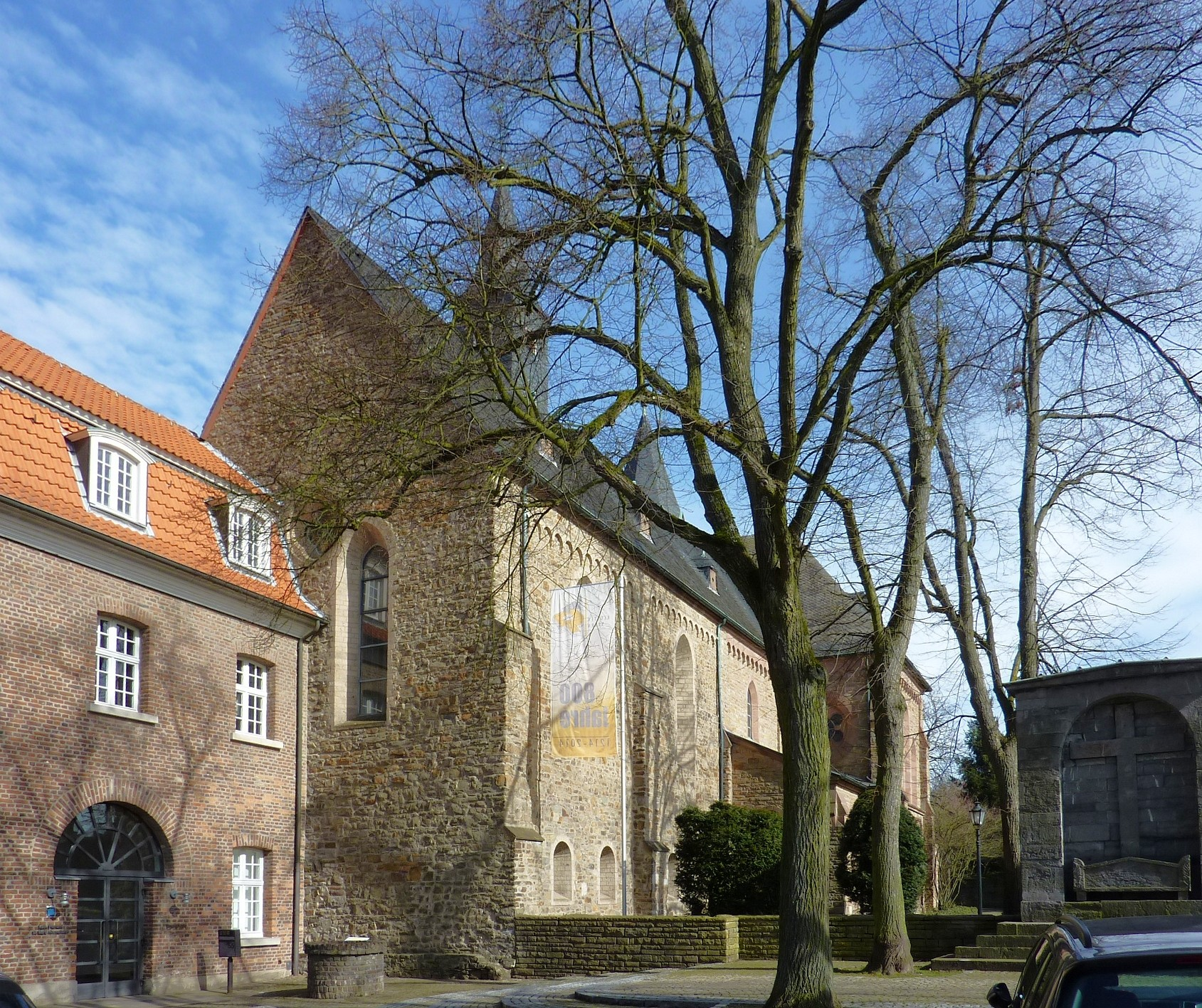
Klosterkirche von Südwesten

Das Kloster Saarn ist eine ehemalige Zisterzienserinnen-Abtei in Mülheim an der Ruhr im Stadtteil Saarn, direkt an der Bundesstraße 1. Die gut erhaltene und restaurierte Klosteranlage weist Baubestandteile vom 13. bis zum 19. Jahrhundert auf.

## Geschichte

### Das Kloster im Mittelalter und in der Frühen Neuzeit
Das Kloster wurde nach archäologischen Befunden um 1200 gegründet. Über den genauen Anlass der Gründung sind keine Quellen überliefert. Kloster Saarn wurde als Kloster Mariensaal (Aula sanctae Mariae) wahrscheinlich 1214 gemeinsam mit dem ebenfalls als Mariensaal bezeichneten späteren Kloster Eppinghoven bei Kaarst zunächst als Doppelkloster gegründet. In den ersten zwei Jahrzehnten standen beide Konvente unter der Leitung der gemeinsamen Äbtissin Wolberna und wurden 1216 in den Zisterzienserorden inkorporiert und der Aufsicht des Abtes des Klosters Kamp unterstellt, der auch die geistliche Betreuung sicherzustellen hatte. 1237 kam es zur Teilung des Güterbesitzes von Saarn und Eppinghoven.
In einer zweiten Gründungsphase wurde Erzbischof Engelbert I. von Köln (reg. 1220–1225) im Rahmen seiner politischen Aktivitäten als Erzbischof, Herzog von Berg und zugleich Reichsverweser und Erzieher des minderjährigen Königs Heinrichs VII. (reg. 1220–1235) – als Stichworte seien genannt: Förderung von Reformorden (hier: Zisterzienser), Entvogtung, Abwehr konkurrierender Landesherren – auf Kloster Saarn aufmerksam.
1223 erfolgte eine umfassende Privilegierung des Klosters durch Papst Honorius III. und das Reich. Honorius bestätigte Saarn das Ordensprivileg und gewährte den päpstlichen Schutz. Das Leben der Nonnen und die Existenz des Klosters wurden damit auf eine neue, dauerhafte rechtliche und materielle Grundlage gestellt. Sein Schützling Heinrich wurde – vermutlich auf Veranlassung Engelberts – von den Nonnen in ihrem Memorienbuch als „fundator“ (Gründer) geehrt.
Im 15. und ab dem 17. Jahrhundert gab es Tendenzen der Umwandlung des Klosters in ein Damenstift.

### Säkularisation
Kloster Saarn wurde 1808 im Zuge der Säkularisation der Kirchengüter von der französischen Regierung des Großherzogtums Berg aufgehoben.
In den Liegenschaften wurde bald darauf durch Sylvester Trenelle die Königlich Preußische Gewehrfabrik errichtet, die königlich-preußische Genehmigung wurde ihm am 6. Januar 1815 erteilt. In Hattingen wurden ein Schmiedehammer und die Bohrwerke zur Herstellung der Gewehrläufe betrieben. 1840 wurde der Vertrag mit Trenelle gekündigt und die Werke unter staatlicher Aufsicht weitergeführt, weil man mit der Qualität nicht zufrieden war. 1862 wurde die Produktion von Saarn und Hattingen in die neue Königlich Preußische Gewehrfabrik Erfurt verlegt.
Beim Bau der Reichsstraße 1 (heute Bundesstraße 1), die direkt neben dem Kloster verläuft, wurden einige Wirtschaftsgebäude abgerissen. Die Stadt Mülheim an der Ruhr übernahm 1936 das Kloster und ließ Wohnungen für ältere Mitbürger dort einrichten.

## Heutige Nutzung

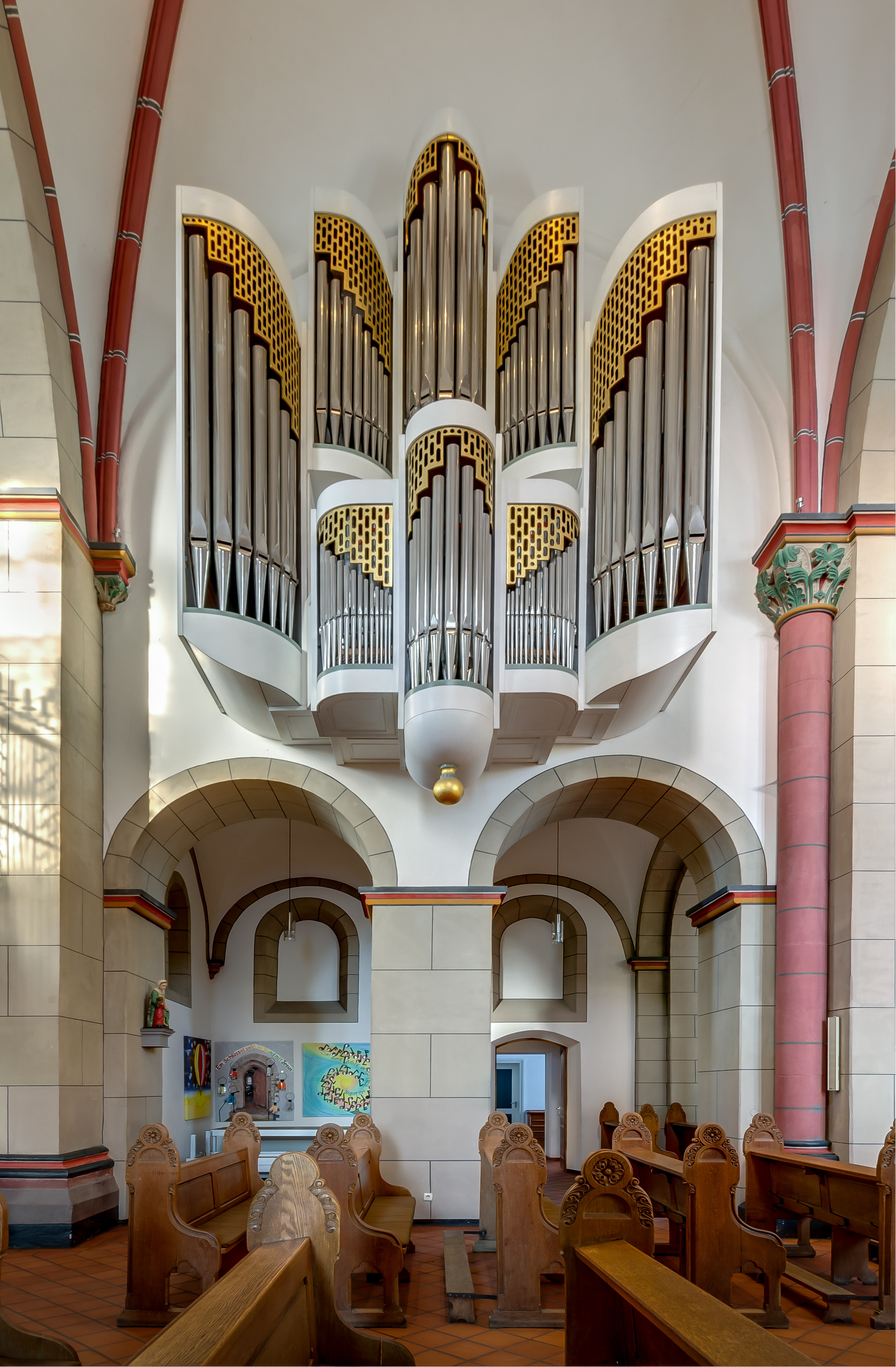
Orgel in der Klosterkirche

Während der Jahre 1979–1989 wurde die verbliebene Klosteranlage als Baudenkmal restauriert; sie wird heute als Begegnungsstätte mit Bürgersaal, Cafeteria und Versammlungsraum genutzt. Erwähnenswert sind die große Pfarrbibliothek und das im Oktober 2008 eröffnete Klostermuseum mit Fundstücken aus Ausgrabungen in den Jahren 1979 bis 1989, mit denen das Klosterleben und die Besiedlung der Umgebung über 1200 Jahre hinweg veranschaulicht wird. Seit Herbst 2010 wird das Klostermuseum durch einen Kloster-/Kräutergarten ergänzt.
In der Klosterkirche gibt es regelmäßig anspruchsvolle geistliche Konzerte (Reihe „Musik im Kloster Saarn“, zu der auch die jährlich stattfindenden Saarner Orgeltage gehören).
Kirche und Pfarrgemeinde St. Mariä Himmelfahrt werden von Mitgliedern der Ordensgemeinschaft der Oblaten des hl. Franz von Sales betreut.
Heute gehört das Kloster Saarn zur Route der Industriekultur (Themenroute 12 – Geschichte und Gegenwart der Ruhr).

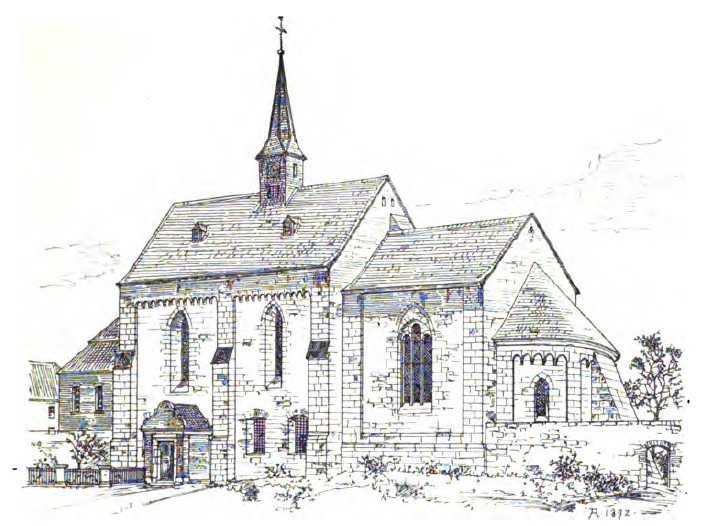
Die Saarner Klosterkirche 1892
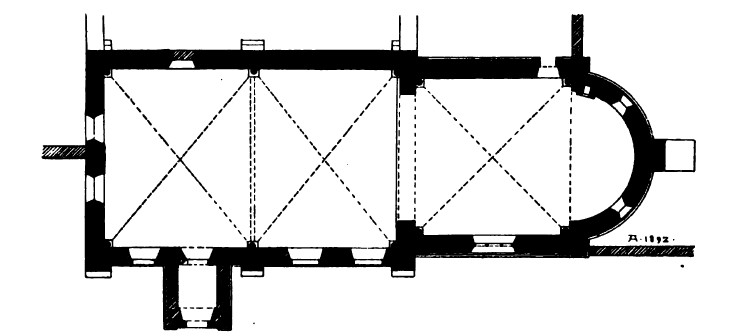
Grundriss der Klosterkirche vor der Erweiterung
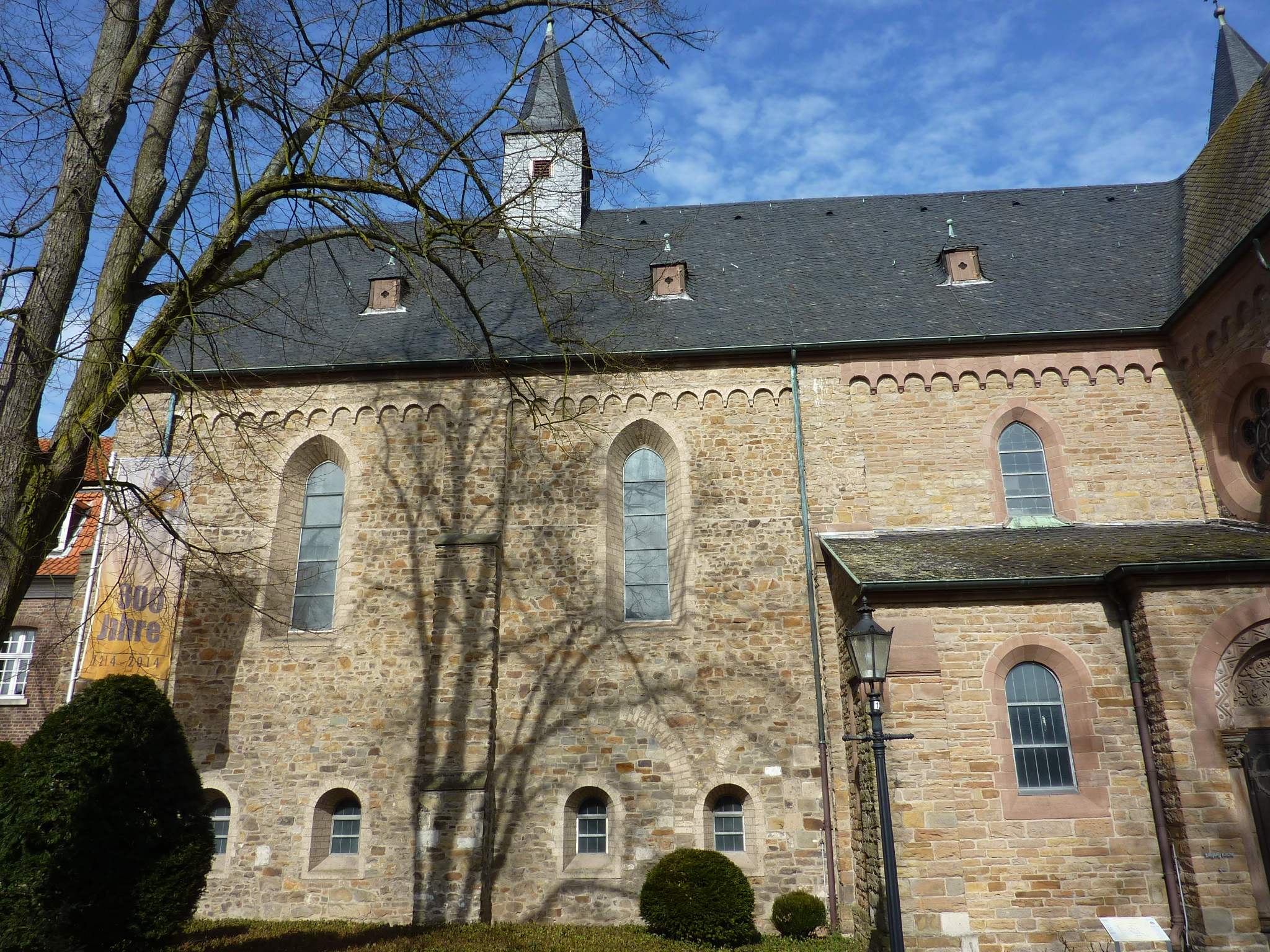
Klosterkirche, Baunaht zwischen mittelalterlicher Westseite und Erweiterungsbau
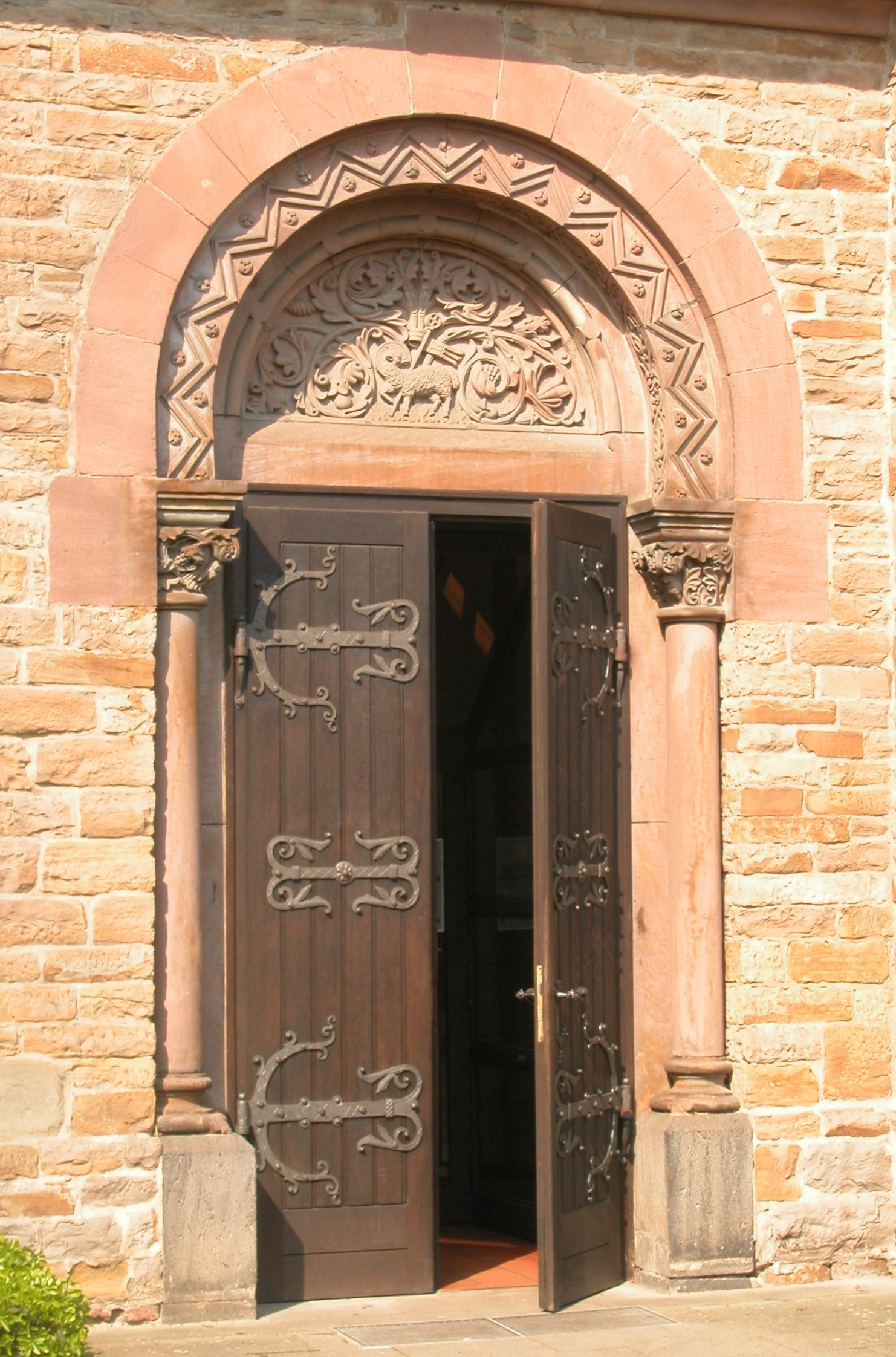
Portal der Klosterkirche
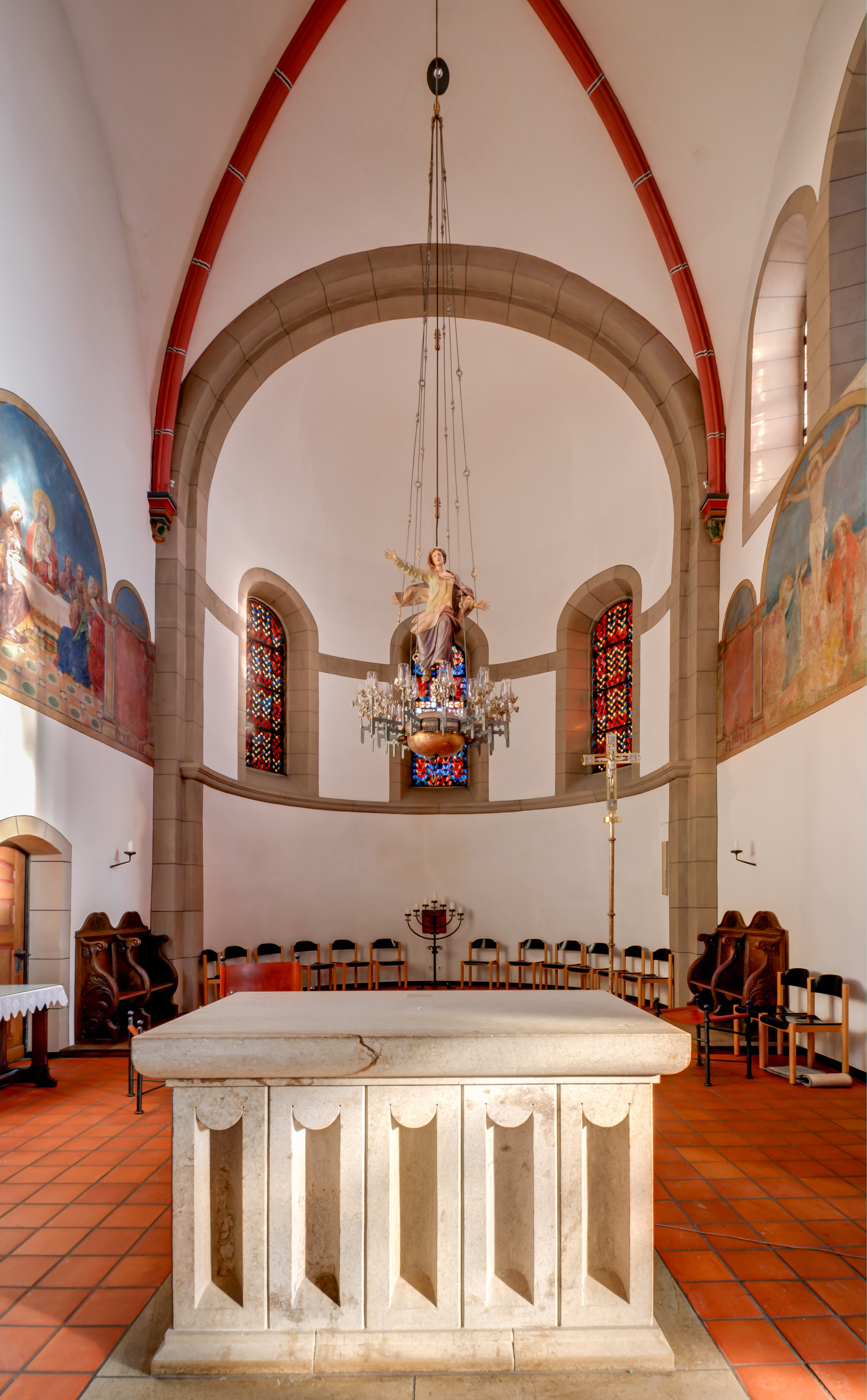
Altarbereich der Klosterkirche
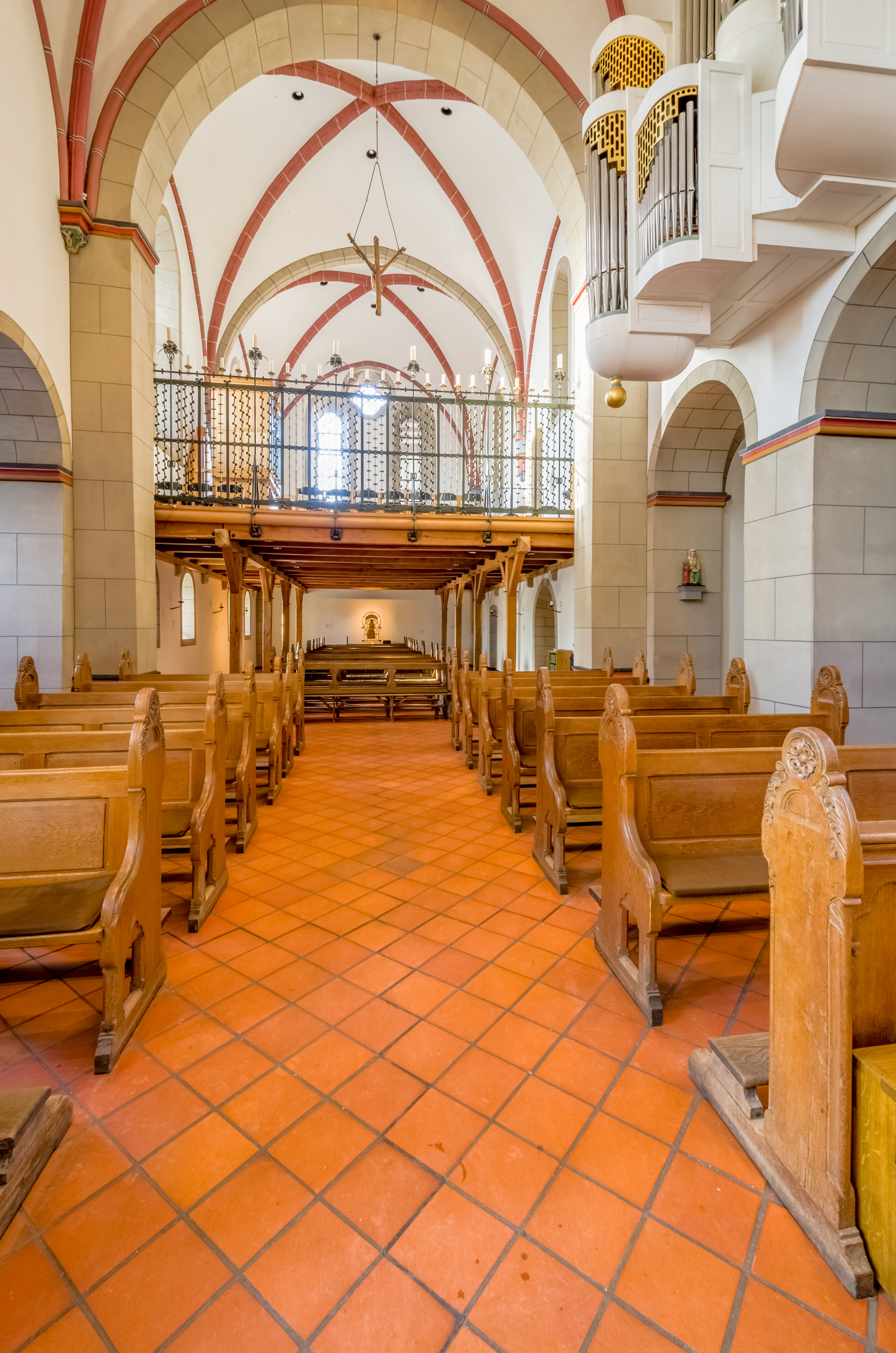
Blick in den Innenraum der Klosterkirche
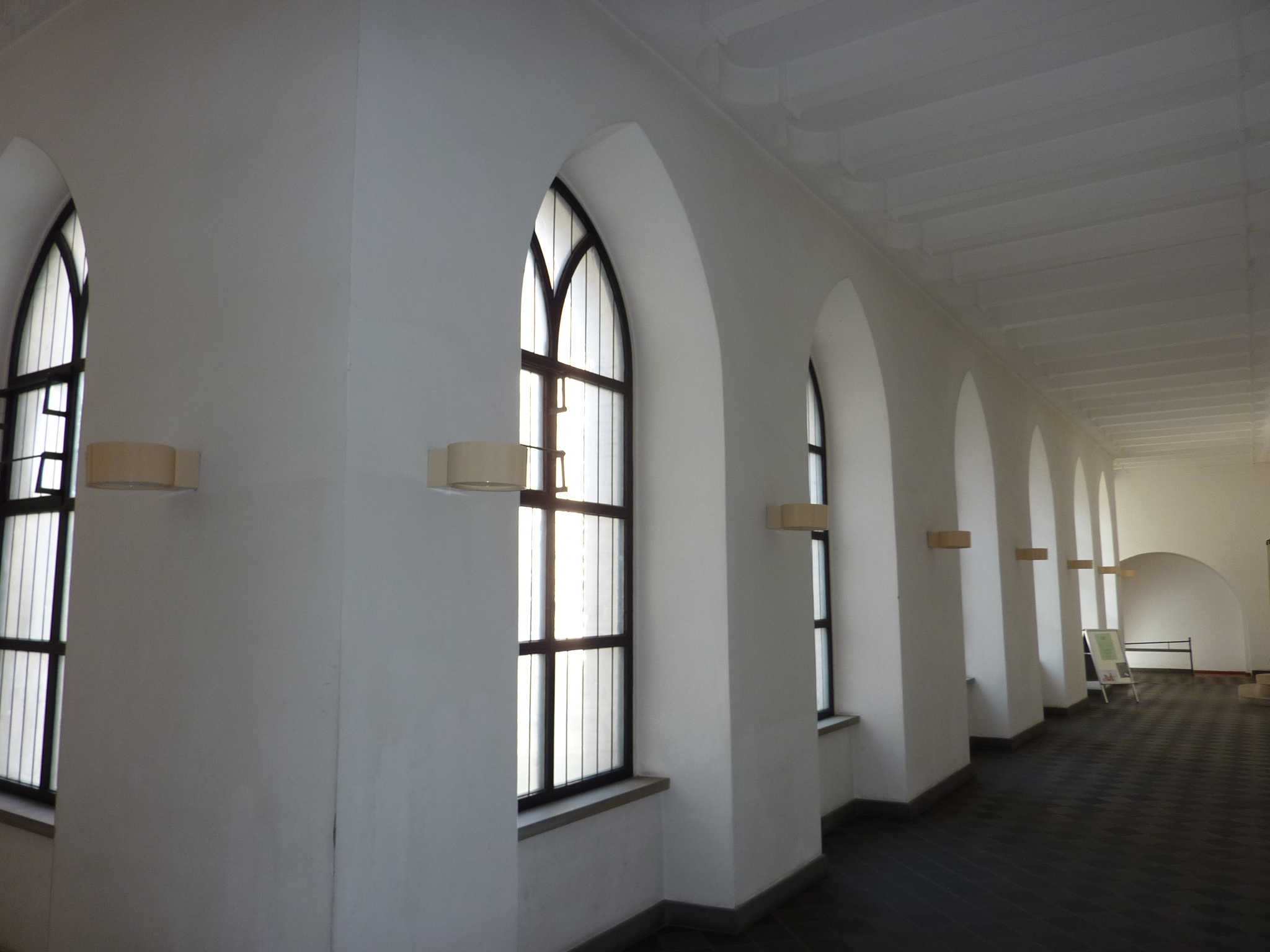
Kreuzgang

## Äbtissinnen
| Name                                       | Amtszeit   | Todestag           | Anmerkungen |
| ------------------------------------------ | ---------- | ------------------ | --- |
| Wolberna                                   | 1214–1237? |                    | |
| Aleidis                                    | um 1250    |                    | Wird lediglich als zweite Äbtissin ohne Datum erwähnt                                                                                |
| Guda von Elberfeld                         | um 1280    |                    | |
| Berta                                      | um 1300    |                    | |
| Isentrudis                                 | um 1305    |                    | |
| Margareta                                  | um 1310    |                    | |
| Agnes von Rheinheim                        | 1344       |                    | |
| Sophia von Issum                           | 1351–1365? |                    | |
| Vrederunis                                 | um 1370    |                    | |
| Lieveradis von Issum                       | 1383–1407  |                    | |
| Adelheid van den Vorst                     | 1410–1413? |                    | |
| Elisabeth Alstaden                         | um 1413    |                    | |
| Sophia von Winkelhausen                    | 1414–1420  |                    | |
| Eva von der Horst                          | 1441–1448  |                    | |
| Sibilla von Süverlich                      | um 1475    |                    | |
| Margarete von der Heiden                   | 1481–1491  | 17. November       | |
| Katharina von Gysenberg                    | 1495?–1514 |                    | |
| Mechtildis von (Bottlenberg gen.) Schirp   | 1515–1532  |                    | Resigniert |
| Katharina Sobbe von Grimberg               | 1532–1546? | 16. Mai 1546/47    | |
| Eva Schilling von Gustorf                  | 1547–1570  | 14. Oktober 1570   | |
| Clara von Virmond                          | 1570–1574  |                    | |
| Asswera von Wittenhorst                    | 1574–1578  |                    | |
| Margarete von Kalkum                       | 1584–1600  | 7. Mai 1600        | |
| Anna von Baexen                            | 1600–1607? |                    | |
| Margareta von Holtrop                      | 1608–1619  |                    | 1619 abgesetzt durch Abt Reiner vom Kamp                                                                                             |
| Anna von Deutz                             | 1619–1641  | 23. April 1675     | 1641 auf Betreiben des Abts des Klosters Kamp abgesetzt durch den päpstlichen Legaten Fabio Chigi, dem späteren Papst Alexander VII. |
| Agnes von Hillen                           | 1642–1652  |                    | |
| Anna Gertrud von Hillen                    | 1652–1676  |                    | |
| Gertrud Mechthild von Bronsfeld            | 1676–1688  | 29. Oktober 1688   | |
| Anna Maria von der Voord                   | 1688–1691  | 18. September 1691 | |
| Maria Magdalena von Brempt                 | 1691–1720  | 14. Oktober 1720   | |
| Maria Theresia von Reuschenberg zu Selikum | 1720–1741  | 16. September 1743 | Bauherrin des Kreuzgangs und des Äbtissinnenhauses                                                                                   |
| Johanna Wilhelmina von Bentinck zu Obbicht | 1741–1773  | 19. Oktober 1773   | |
| Maria Theresia von Brederode               | 1773–1796  | 29. Mai 1796       | |
| Josepha von Nagel                          | 1796–1798  | 16. Mai 1798       | |
| Agatha von Heinsberg                       | 1798–1808  | 29. April 1822     | |